# Wolkersdorf im Weinviertel
Město Wolkersdorf im Weinviertel v Dolním Rakousku leží na jihu okresu Mistelbach, nedaleko spolkového hlavního města Vídně a je známo také jako brána k Weinviertelu. Žije zde přibližně 7 200 obyvatel.

## Geografie

### Členění města
Město se skládá z katastrálních území Wolkersdorf, Obersdorf, Münichsthal, Pfösing a Riedenthal. V roce 1969 byl městys Wolkersdorf povýšen na město.

### Sousedící obce
Na severu je Hochleithen, severovýchodně Bad Pirawarth, východně, Groß-Schweinbarth, jihovýchodně Bockfließ
Auersthal, na jihu je Gerasdorf
Pillichsdorf, jihozápadně Großebersdorf, západně Harmannsdorf a severozápadně Ulrichskirchen-Schleinbach.

### Vývoj počtu obyvatel
Podle sčítání lidu žilo zde v roce 1971 4.669 obyvatel, v roce 1981 5.062, v roce 1991 mělo město 5.696 a v roce 2001 zde žilo 6.191 obyvatel.

## Historie

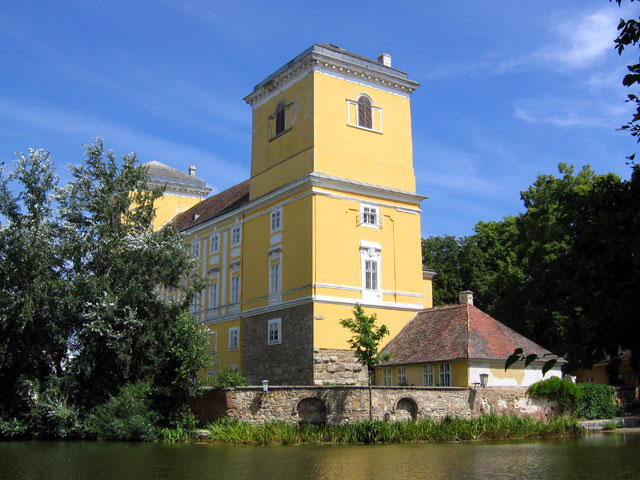
Zámek

První, avšak sporná zmínka o Wolkersdorfu je z roku 1170, ta připomínala výročí místa. V darovací smlouvě z roku 1186 a v dalších desetiletích je v mnoha dokladech zmíněna existence Wolkersdorfu. Podle pověsti dostal "Wolkersdorf" název podle jména šlechtice jménem Wolfger, který postavil "pevnost Wolfgersdorf". Toto z počátku historií přijaté pojmenování je dnes velmi zpochybňováno. Pravděpodobnější se jeví, že název Wolkersdorf přinesli na stávající místo Frankové. To vysvětluje, že také pojmenovali okolní místa jmény Wolkersdorf, Mistelbach, Falkenstein, Drosendorf, Retz a Retzbach. K tomu jsou místa úzce propojená s existujícími Franky, zejména s purkrabím z Norimberku, který po delší dobu držel lénem Wolkersdorf. 
Zámek ("Pevnost Wolfgersdorf") byl postaven jako vodní obranná věž a po staletích několikrát změnil majitele i jeho funkci. Krátkou dobu sloužil také jako lovecký zámek. Dnes je ve vlastnictví města Wolkersdorf.
Dnešní "Kellergasse" byla dříve součástí císařské cesty (Kaiserstraße). Po tisíciletí to byla jediná spojovací cesta mezi Baltem a Jadranem. Byla nejen koridorem mezi Pobaltím a Středozemním mořem, ale spojovala císařské hlavní město Vídeň a Čechy. V tomto úseku cesty byla důležitá přeprava pošty, doprava potřeb jako sukna, soli a lněného zboží ale především sloužila obchodu s vínem. Víno z Wolkersdorfu se dováželo až na ruský carský dvůr.
Ludwig Anzengruber napsal svou vesnickou komedii Der G'wissenswurm roku 1874 v dřívějším zdejším hostinci Zum goldenen Strauß.
Revolucionář Ernst Franz Salvator von Violand žil od roku 1848 na útěku ve Wolkersdorfu.

## Doprava

### Železnice

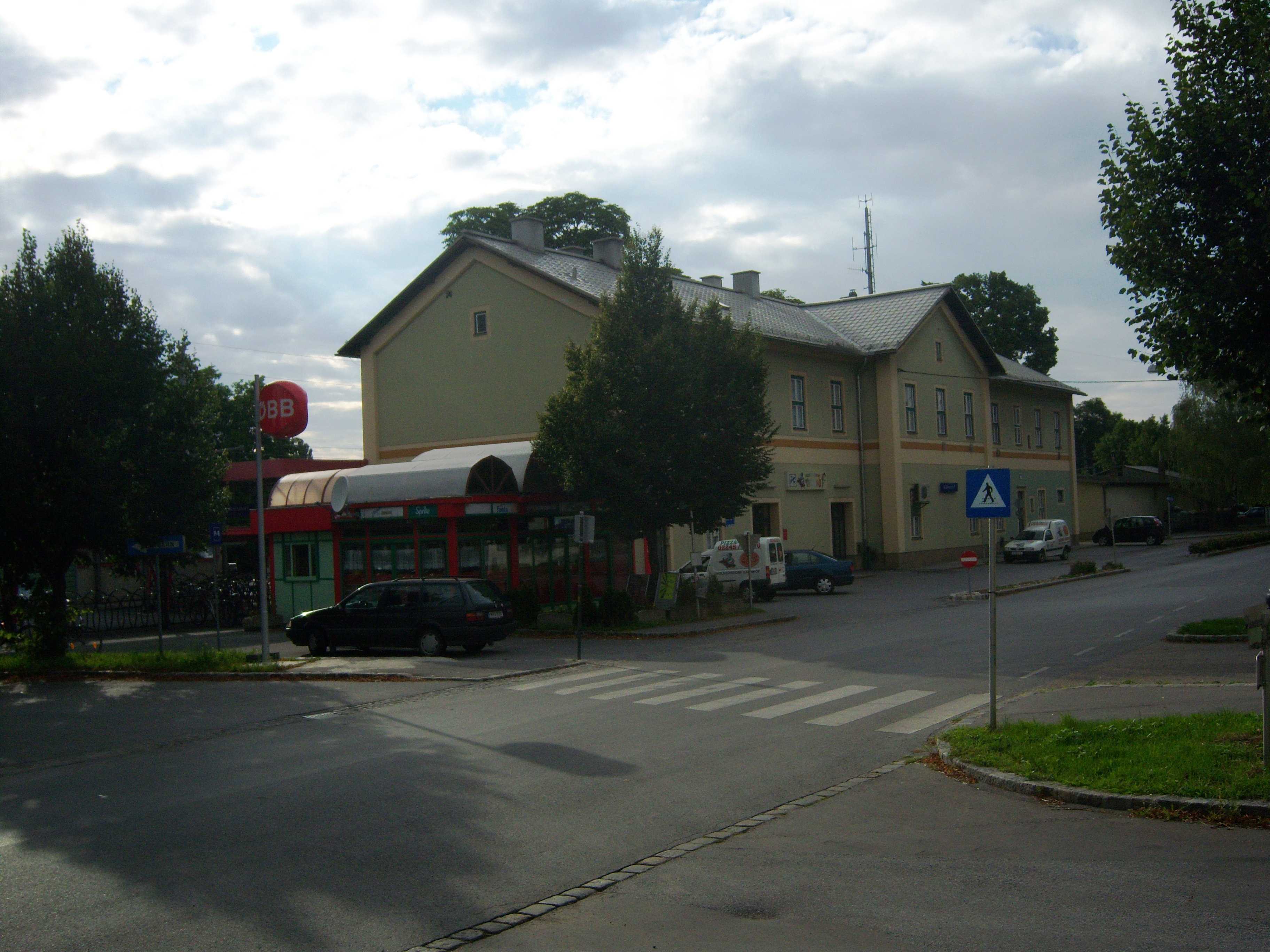
Nádraží Wolkersdorf

Z nádraží Wolkersdorf na východní dráze se dostaneme rychlodráhou linky S9 a S15 v intervalu 4x v hodině do Vídně. Také s linkou S2 2x v hodině do okresního města Mistelbachu a do termálních lázní Laa an der Thaya.

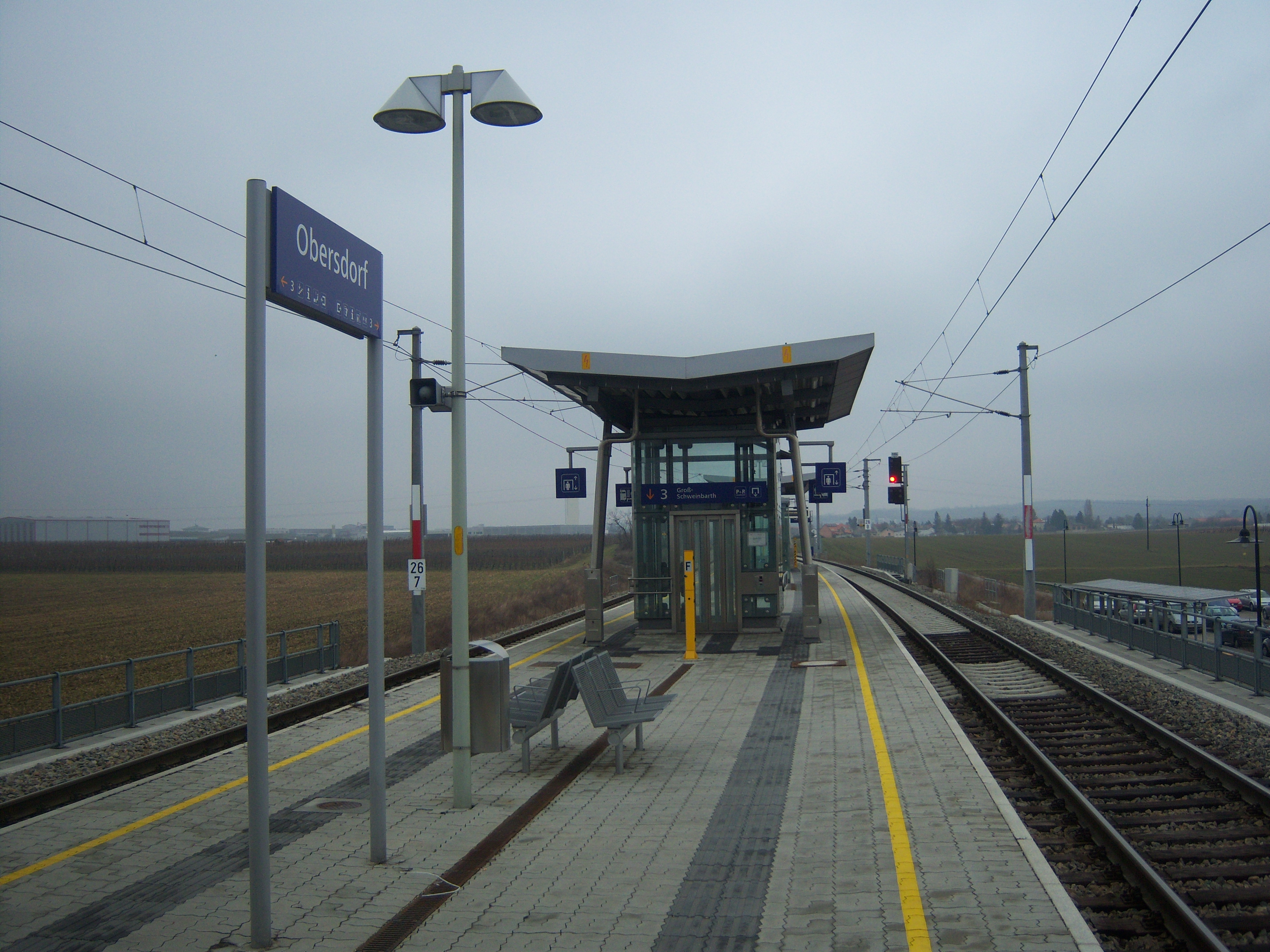
Nádraží Obersdorf

Další nádraží na východní dráze je v katastrálním území Obersdorfu. Zde končí Stammersdorferská místní dráha. Přes nádraží v Oberdorfu jezdí také rychlodráha. S vlaky místní dráhy se dosáhne 2x v hodině do Groß-Schweinbarthu, jako i jednou za hodinu do Sulz im Weinviertelu.
Kromě toho jezdí několik autobusových linek, které spojují Vídeň o okolní obce. Do konce roku 2008 jezdil mimo to autotaxi v rámci města Wolkersdorfu.

### Silnice
Wolkersdorf leží přímo na brněnské silnici B7. Také je tu nájezd na severní dálnici A5 na jihu Wolkersdorfu je dosažitelný Ulrichskirchen a Wolkersdorf-sever.

## Hospodářství
Ve Wolkersdorfu je průmyslová zóna Industriezentrum NÖ Nord, které zahrnuje Wolkersdorf Ost, Wolkersdorf West jakož i Eco Plus-prùmyslový park. Sídlí zde známé firmy "Manner", "Kotányi" nebo tu mají i svá ústředí. Další podniky tu mají své pobočky: Akkutron, Beltec, CE Services, Herz Austria, Kramess, Malik, Ölz, Papier Mettler, Regber, Schwölberger a Luwa-Dessous.
Nezemědělských pracovišť bylo v roce 2001 330. Zemědělských a lesních pracovních míst zde bylo v roce 2001 121. Počet výdělečně činných osob v bydlišti bylo podle sčítání obyvatel v roce 2001 2.888, co představuje 47,6 %.

## Veřejná zařízení

### Školy
- Obecná škola
- Hlavní škola I (výběrová)
- Hlavní škola II
- Všeobecná zvláštní škola
- Spolkové gymnázium a reálné gymnázium
- Polytechnická škola (Obersdorf)
- Hudební škola
- Lidová vysoká škola

### Úřady
- Dislokovaná úřadovna Okresního hejtmanství v Mistelbachu
- Civilní matrika
- Okresní rolnická komora
- Policejní inspekce
- Silniční správa
- Dolnorakouský silniční stavební oddíl
- Lesní úřad

### Sportoviště
- Dětská hřiště
- Fotbalové hřiště
- Hřiště pro plážový volejbal
- Kroketové hřiště
- Kuželna
- Letní koupaliště
- Sáňkařský kopec
- Skater arena
- Tenisová hala
- Tenisový kurt
- Umělé kluziště
- Zámecká hala

### Kultura a volný čas
- Knihovna
- Sklepní naučná stezka
- Sklepní ulice
- Vedení města

### Zdravotní a sociální zařízení
- Červený kříž
- Dobrovolní hasiči Münichsthal
- Dobrovolní hasiči Obersdorf
- Dobrovolní hasiči Pfösing
- Dobrovolní hasiči Riedenthal
- Dobrovolní hasiči Wolkersdorf
- Konzultační středisko
- Péče o staré
- Poradna opora
- Zemský domov důchodců
- 6 mateřských škol

## Osobnosti
- Ernst Franz Salvator von Violand (1818-1875) – rakouský revolucionář
- Ernestine Roberts (1904–1977) – spisovatelka
- Hermann Withalm (1912–2003) – politik, náměstek kancléře
- Christian Konrad (* 1943) – bankovní manažer
- Bernhard Kohl (* 1982) – cyklistický závodník